# SpotOCR
SpotOCRはSpot Optical Character Recognition の略で光学文字認識（OCR）技術の1つ。スクリーンショットで切り出した文書画像にOCRをかける使い方の一つ。OCR（光学文字認識技術）と超解像度技術が含まれている。
デスクトップからテキスト化したい文字情報のみをトリミング（画像として切り取り）し、超解像度技術によって画像拡大を施した後にOCRをかけることによって、デスクトップ上で指示した文字領域のみをテキスト化することを可能にした。
スクリーンショットで切り出した画像で文字認識を行うため、デスクトップ上に表示された文書画像であれば、ファイル形式を問わずなんでもテキスト化できる。
デスクトップ上で指示した文書部分だけをテキスト化するためCopy&Pasteと同じ操作感で任意のテキストエディタに文書を再現可能である。
これによって画像の中の文字と数式がコピー可能になる。